# Markt Rettenbach
Markt Rettenbach là một đô thị ở huyện Unterallgäu bang Bayern, Đức.